# Universidade de Atatürk
Universidade de Atatürk (Atatürk Üniversitesi) é uma universidade em Erzurum, Turquia. A universidade consiste em 17 faculdades, 5 colégios (para o Ensino Médio), 15 colégios vocacionais, 6 institutos e 16 centros de pesquisa para 42,000 alunos. O campus principal da universidade fica na cidade de Atatürk. Desde sua construção em 1957, a universidade tem sido exemplo de excelência na Turquia. 